# Alain Aucouturier
Pour les articles homonymes, voir Aucouturier.
Alain Aucouturier, né le 10 mars 1947 à Boussac dans le département de la Creuse, est un écrivain français, auteur de romans du terroir.

## Biographie
Fils de paysans, il a étudié les lettres à Clermont-Ferrand. Professeur de littérature au lycée à Montluçon, il aime cultiver ses textes et des fraises. Il a écrit une douzaine de romans du terroir et un livre illustré sur les Combrailles. Il est parfois comparé à Jean Anglade.